# Neckenmarkt
Neckenmarkt è un comune austriaco di 1 677 abitanti nel distretto di Oberpullendorf, in Burgenland; ha lo status di comune mercato (Marktgemeinde). Nel settembre del 1970 ha inglobato il comune soppresso di Haschendorf.